# Amoros Nshimirimana
Amoros Nshimirimana (Bujumbura, 7 augustus 2001) is een Nederlands-Burundees voetballer die als aanvaller voor Helmond Sport speelt.

## Carrière
Amoros Nshimirimana werd geboren in Burundi, maar verhuisde op negenjarige leeftijd naar Nederland. Hier speelde hij voetbal in de jeugd van VV Jonathan, FC Utrecht en Willem II. Tijdens zijn periode in de jeugdopleiding van Utrecht speelde hij eenmaal voor het Nederlands elftal onder 15. In januari 2022 vertrok hij na een proefperiode bij het Griekse AE Kifisia transfervrij naar Helmond Sport. Hier debuteerde hij in het betaald voetbal op 4 februari 2022, in de met 2-0 verloren uitwedstrijd tegen Jong Ajax. Hij kwam in de 80e minuut in het veld voor Dylan Seys.

### Statistieken
| Seizoen                    | Club           | Land           | Competitie     | Competitie | Competitie | Beker | Beker | Totaal | Totaal |
| Seizoen                    | Club           | Land           | Competitie     | Wed.       | Dlp.       | Wed.  | Dlp.  | Wed.   | Dlp.   |
| -------------------------- | -------------- | -------------- | -------------- | ---------- | ---------- | ----- | ----- | ------ | ------ |
| 2021/22                    | Helmond Sport  | Nederland      | Eerste divisie | 4          | 0          | 0     | 0     | 4      | 0      |
| Carrièretotaal             | Carrièretotaal | Carrièretotaal | Carrièretotaal | 4          | 0          | 0     | 0     | 4      | 0      |
| Bijgewerkt op 1 april 2022 |                |                |                |            |            |       |       |        |        |